# Liste der Baudenkmale in Lengerich (Emsland)
In der Liste der Baudenkmale in Lengerich  sind alle Baudenkmale der niedersächsischen Gemeinde Lengerich (Emsland) aufgelistet. Die Quelle der Baudenkmale ist der Denkmalatlas Niedersachsen. Der Stand der Liste ist der 8. August 2022.

## Allgemein
In den Spalten befinden sich folgende Informationen:
- Lage: die Adresse des Baudenkmales und die geographischen Koordinaten. Kartenansicht, um Koordinaten zu setzen. In der Kartenansicht sind Baudenkmale ohne Koordinaten mit einem roten Marker dargestellt und können in der Karte gesetzt werden. Baudenkmale ohne Bild sind mit einem blauen Marker gekennzeichnet, Baudenkmale mit Bild mit einem grünen Marker.
- Bezeichnung: Bezeichnung des Baudenkmales
- Beschreibung: die Beschreibung des Baudenkmales. Unter § 3 Abs. 2 NDSchG werden Einzeldenkmale und unter § 3 Abs. 3 NDSchG Gruppen baulicher Anlagen und deren Bestandteile ausgewiesen.
- ID: die Objekt-ID des Baudenkmales
- Bild: ein Bild des Baudenkmales, ggf. zusätzlich mit einem Link zu weiteren Fotos des Baudenkmals im Medienarchiv Wikimedia Commons. Wenn man auf das Kamerasymbol klickt, können Fotos zu Baudenkmalen aus dieser Liste hochgeladen werden:

## Lengerich
| Lage                                                        | Bezeichnung                         | Beschreibung | ID       | Bild           |
| ----------------------------------------------------------- | ----------------------------------- | --- | -------- | -------------- |
| Am Markt 52° 33′ 12″ N, 7° 32′ 0″ O                         | Kirche                              | | 36680915 | Weitere Bilder |
| Am Markt 52° 33′ 12″ N, 7° 32′ 1″ O                         | Kirchhof                            | | 35930463 | BW             |
| Am Markt 52° 33′ 12″ N, 7° 32′ 2″ O                         | Baumbestand                         | | 35930616 | BW             |
| Am Markt 52° 33′ 14″ N, 7° 32′ 3″ O                         | Einfriedung                         | | 35930669 | BW             |
| Am Markt 2 52° 33′ 12″ N, 7° 31′ 57″ O                      | Wohnhaus                            | | 35929890 | BW             |
| Frerener Straße 1 52° 33′ 12″ N, 7° 31′ 57″ O               | Wohnhaus                            | | 35929862 | BW             |
| Gerstener Straße 3 52° 33′ 39″ N, 7° 30′ 37″ O              | Wohn-/ Wirtschaftsgebäude           | | 35928982 | BW             |
| Gerstener Straße 3 52° 33′ 40″ N, 7° 30′ 38″ O              | Kruzifix                            | | 35930413 |                |
| Graf-Droste-zu-Vischering-Allee 52° 33′ 22″ N, 7° 31′ 56″ O | Burg Lengerich (Torhaus)            | | 35928923 | Weitere Bilder |
| Handruper Straße 20 52° 33′ 37″ N, 7° 32′ 36″ O             | Gaststätte Hensen                   | | 35929772 | BW             |
| Handruper Straße 20 52° 33′ 37″ N, 7° 32′ 34″ O             | Gaststätte Hensen (Nebengebäude)    | | 35929803 | BW             |
| Handruper Straße 20 52° 33′ 37″ N, 7° 32′ 35″ O             | Gaststätte Hensen (Wirtschaftsteil) | | 35930222 | BW             |
| Hermann-Meier-Straße 3 52° 33′ 15″ N, 7° 32′ 1″ O           | Pastorat                            | | 35929833 | BW             |
| Hermann-Meier-Straße 3 52° 33′ 16″ N, 7° 32′ 1″ O           | Nebengebäude                        | | 35930591 | BW             |
| Hermann-Meier-Straße 3 52° 33′ 14″ N, 7° 32′ 1″ O           | Baumbestand                         | | 35930750 | BW             |
| Herzlaker Straße 8 52° 34′ 46″ N, 7° 33′ 14″ O              | Wohn-/ Wirtschaftsgebäude           | | 46494562 | BW             |
| Hestruper Straße 52° 33′ 4″ N, 7° 34′ 3″ O                  | Kruzifix (Wegekreuz)                | | 35929967 | BW             |
| Hestruper Straße 52° 33′ 4″ N, 7° 34′ 3″ O                  | Kruzifix (Einfriedung)              | | 35930516 | BW             |
| Hestruper Straße 52° 32′ 59″ N, 7° 33′ 54″ O                | Ramingsmühle                        | | 35929009 | BW             |
| Kirchstraße 6 52° 33′ 15″ N, 7° 31′ 56″ O                   | Wohnhaus                            | | 35929067 | BW             |
| Kirchstraße 8 52° 33′ 15″ N, 7° 31′ 56″ O                   | Wohnhaus                            | | 35929095 | BW             |
| Kirchstraße 8 52° 33′ 15″ N, 7° 31′ 56″ O                   | Anbau                               | | 35930253 | BW             |
| Kirchstraße 26 52° 33′ 22″ N, 7° 31′ 50″ O                  | Gaststätte u. Friseurgeschäft       | | 35929124 | BW             |
| Kirchweg 52° 33′ 13″ N, 7° 31′ 51″ O                        | St. Benediktus                      | Katholische, neugotische dreischiffige Hallenkirche aus Ibbenbürener Sandstein. Erbaut 1869–73 von Johann Bernhard Hensen | 35929152 | Weitere Bilder |
| Kirchweg 52° 33′ 13″ N, 7° 31′ 49″ O                        | Steinkreuz                          | | 35930306 | BW             |
| Lingener Straße 1 52° 33′ 10″ N, 7° 31′ 48″ O               | Wohn-/ Geschäftshaus                | | 35930085 | BW             |
| Nordstraße 52° 33′ 19″ N, 7° 31′ 28″ O                      | Wegekapelle                         | | 35930139 |                |
| Windmühlenstraße 2 52° 33′ 25″ N, 7° 30′ 50″ O              | Wohn-/ Wirtschaftsgebäude           | | 35929574 | BW             |
| Windmühlenstraße 6 52° 33′ 15″ N, 7° 30′ 45″ O              | Windmühle (Sägemühle)               | | 35930356 |                |
| Windmühlenstraße 6 52° 33′ 15″ N, 7° 30′ 45″ O              | Windmühle (Mühle)                   | | 35929208 |                |
| Zum Lindert 6 52° 32′ 52″ N, 7° 31′ 32″ O                   | Wohn-/ Wirtschaftsgebäude           | | 35929712 | BW             |
| Zum Lindert 6 52° 32′ 52″ N, 7° 31′ 30″ O                   | Nebengebäude                        | | 35929742 | BW             |
| Zum Peddenhoek 10 52° 32′ 11″ N, 7° 33′ 58″ O               | Wohn-/ Wirtschaftsgebäude           | | 35930033 | BW             |
| Zur Berlage 12 52° 34′ 41″ N, 7° 32′ 38″ O                  | Wohn-/ Wirtschaftsgebäude           | | 35929919 | BW             |
| Zur Berlage 12 52° 34′ 41″ N, 7° 32′ 37″ O                  | Nebengebäude                        | | 35930383 | BW             |